# Свет компјутера
Свет компјутера је најдуговечнији рачунарски часопис који излази у Србији од 1984. године. Бави се темама везаним за рачунаре и њиховој пословној и забавној примени. Издаје га издавачка кућа „Политика“ а. д. Формат је приближно А4 и штампа се у офсет рото-техници (пун колор). Циљ часописа је информисање читалаца о најновијим дешавањима како на српској, тако и на светској рачунарској сцени, као и представљање производа интересантних читаоцима.
Тренутни главни и одговорни уредник часописа је Ненад Васовић. Уредници су Миодраг Кузмановић (познат и по колумни Ја, играч) и Тихомир Станчевић. Редакцију још сачињавају и Драган Косовац, Владимир Писодоров, Александар Урошевић, Саша Узелац, Иван Весић, Зоран Олуић и Војислав Михаиловић.

## Историјат
Први број часописа је издат у октобру 1984. године, као посебно издање „Политикиног“ часописа Свет. Тај први број су готово у целини написала четири човека: Станко Стојиљковић, Станко Поповић, Воја Антонић и Андрија Колунџић. Од оснивања до данас часопис се бавио кућним и личним рачунарима, почев од ZX Spectruma и Commodorea 64, преко Amige и Atarija ST, па све до PC рачунара, табличних рачунара, „паметних“ телефона и конзола за играње.
За „Свет компјутера“ радило је много познатих стручњака из области рачунарства. Први главни и одговорни уредник био је Милан Мишић, некадашњи дописник листа Политика из Индије и Јапана и главни уредник тих новина.
Четири броја овог часописа су штампана са различитим насловним странама. Октобарски број из 2004. године је штампан са три различите насловне стране, октобарски број из 2006. године је штампан са две различите насловне стране, а децембарски број из 2011. године и октобарски број из 2014. године су штампани са четири различите насловне стране.

## Логотипи
Од октобра 1984. године, за тај часопис, била су два прилично различита логотипа. Први логотип часописа је важио од октобра 1984. до октобра 1991. године, а други, уједно и данашњи логотип важи од октобра 1991. године.

## Најважније рубрике
- Хард/софт сцена (вести)
- На лицу места
- Нове технологије
- Домаћа сцена
- Актуелности
- Примена
- Излог
- Компјутери и филм
- Тржиште
- Test drive (хардвер)
- Акције
- Интернет
- Test run
- Test fun (помоћни и забавни програми)
- Phone zone (паметни телефони и таблети)
- Лаки пингвини (слободан софтвер, повезано са Линуксом)
- Ситна цревца („како ствари раде”)
- Сервис
- I/O port (писма читалаца, питања и одговори)
- Ја, играч
- Bonus level (вести из индустрије компјутерских игара)
- Први утисци
- Test play (прикази компјутерских игара)
- Test joy (прикази играчких периферијских уређаја)
- Старо за ново (модови игара)
- Test of time (прикази квалитетних старих игара које су одолеле зубу времена)